# Klavírní sonáta č. 32 (Beethoven)
Klavírní sonáta č. 32 c moll, Op. 111, Ludwiga van Beethovena pochází z doby mezi roky 1821 a 1822 a je poslední z klavírních sonát. Podobně jako jiné sonáty z pozdějšího autorova období, obsahuje prvky fugy.
Autor skladbu věnoval arcivévodovi kardinálu Rudolfu Janovi, svému příteli, žákovi a mecenáši.

## Popis
Sonáta sestává pouze ze dvou vět. Druhá věta je označena jako arietta s variacemi. Thomas Mann ji nazval "rozloučení se sonátovou formou". Skladba se stala součástí repertoáru významných klavíristů druhé poloviny 19. století.

## Historie

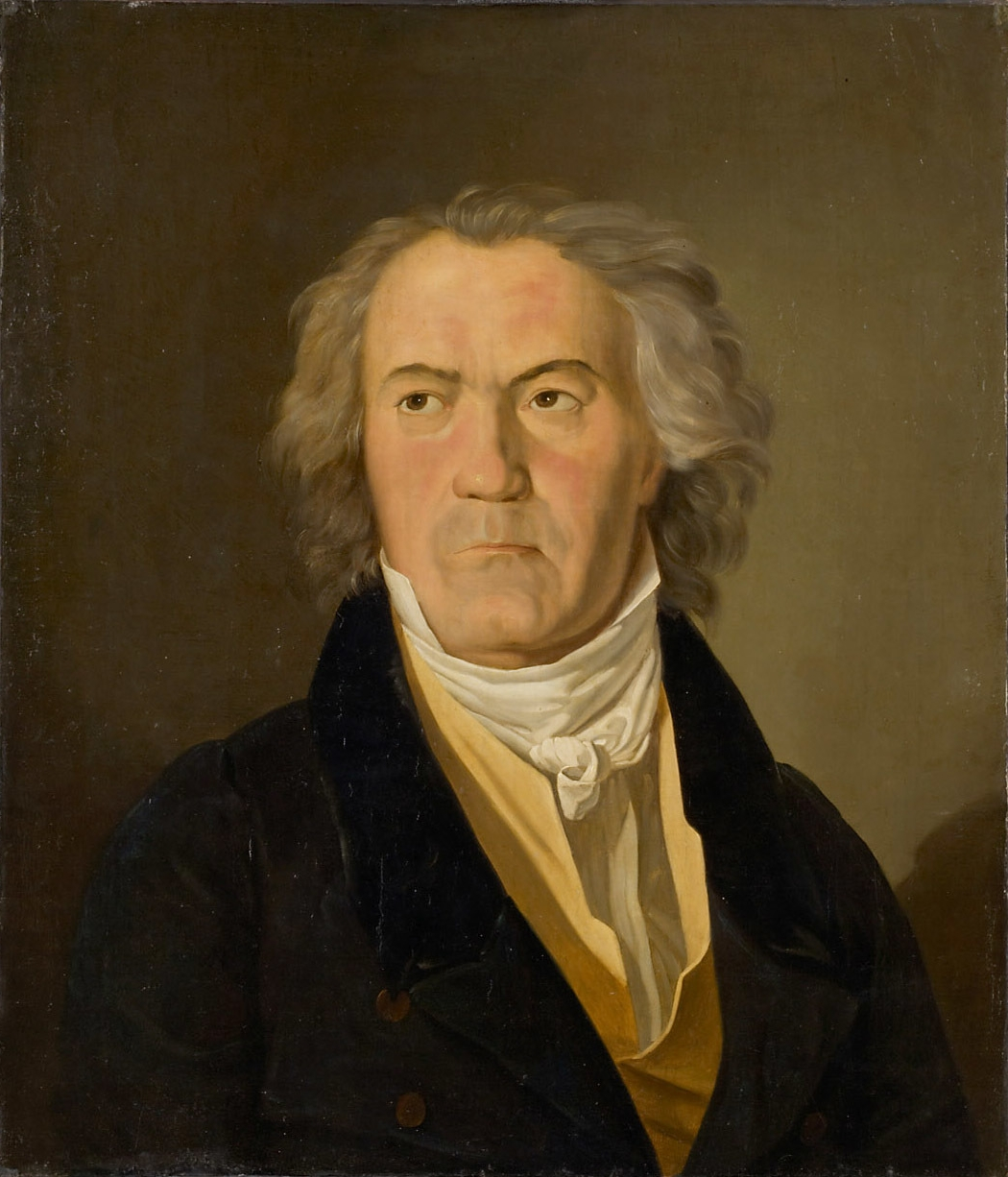
Beethovenův portrét od F. G. Waldmüllera z roku 1823, kdy byla publikována klavírní sonáta č. 32

Beethoven uvažoval o zkomponování svých posledních tří klavírních sonát (Op. 109, 110 a 111) v létě 1820, při práci na Velké mši (Missa solemnis) pro kardinála Rudolfa Jana. Ačkoli v pevnějších obrysech byla skladba načrtnuta teprve v roce 1819, slavné první téma z allegro ed appassionato lze nalézt již ve skicáři z let 1801–1802, společně se jeho Druhou symfonií. Studium těchto skicářů navíc vypovídá, že Beethoven původně zamýšlel sonátu třívětou, ve značně odlišné podobě, než jak ji známe dnes: teprve poté se úvodní téma první věty stalo tématem Smyčcového kvartetu č. 13, a že téma s adagio - pomalá melodie v As dur - které mělo být použito, bylo vypuštěno. Pouze motiv zamýšlený pro třetí větu, již zmíněné slavné téma, autor uchoval pro první větu. Taktéž Arietta byla podrobena značnému množství výzkumů. Náčrty nalezené k této větě naznačují, že s vytvářením druhé věty se Beethoven vzdal myšlenky na třetí větu a sonáta se mu tak nakonec zdála jako ideální.
Společně s 33 variacemi na valčík na A. Diabelliho, Op. 120 (1823) a dvěma sbírkami bagatel - Op. 119 (1822) a Op. 126 (1823) - byla sonáta c moll jednou z Beethovenových posledních skladeb pro klavír. Ačkoliv takřka ignorována současníky až do druhé poloviny 19. století, stala se později součástí repertoáru většiny světových klavíristů.